# Desa Ja'ah
Desa Ja'ah (indonesiska: Desa Ja’ah) är en administrativ by i Indonesien.   Den ligger i provinsen Jawa Timur, i den västra delen av landet, 700 km öster om huvudstaden Jakarta. Desa Ja'ah ligger på ön Madura.